# Marduk (gruppo musicale)
I Marduk sono un gruppo black metal svedese nato nel 1990 il cui nome deriva dalla divinità babilonese Marduk, patrono della città di Babilonia. Agli esordi il gruppo proponeva sonorità molto vicine al death metal, ma presto abbandonò questo stile e cominciò ad adottare tratti stilistici tipici del black metal.

## Storia

### Gli esordi
I Marduk vengono fondati nel 1990 in Svezia grazie al chitarrista Morgan Steinmeyer Håkansson. Il suo obiettivo era quello di creare il gruppo più violento e blasfemo mai esistito.
Nel 1991 pubblicano il loro primo demo intitolato Fuck Me Jesus, divenuto ben presto storico per la copertina intrisa di erotismo blasfemo (raffigura una ragazza nuda intenta a masturbarsi con un crocifisso). Dopo l'esordio la band decide di registrare un EP (Here's No Peace) che però sarà pubblicato solo nel 1997. Nel 1992 esce il loro primo disco ufficiale Dark Endless. L'anno successivo la No Fashion Records (che aveva sotto contratto i Marduk) decide di non continuare il rapporto, così il secondo album Those of the Unlight esce con la Osmose. Nel 1994 i Marduk partecipano ad un festival black metal in Norvegia e poco dopo intrapresero il “Sons of Northern Darkness Tour” con la band black metal Immortal. Al termine del tour ultimarono le composizioni per il loro terzo album Opus Nocturne che uscirà nel dicembre 1994, e con questo disco i Marduk iniziarono veramente a farsi conoscere all'interno della scena black metal.

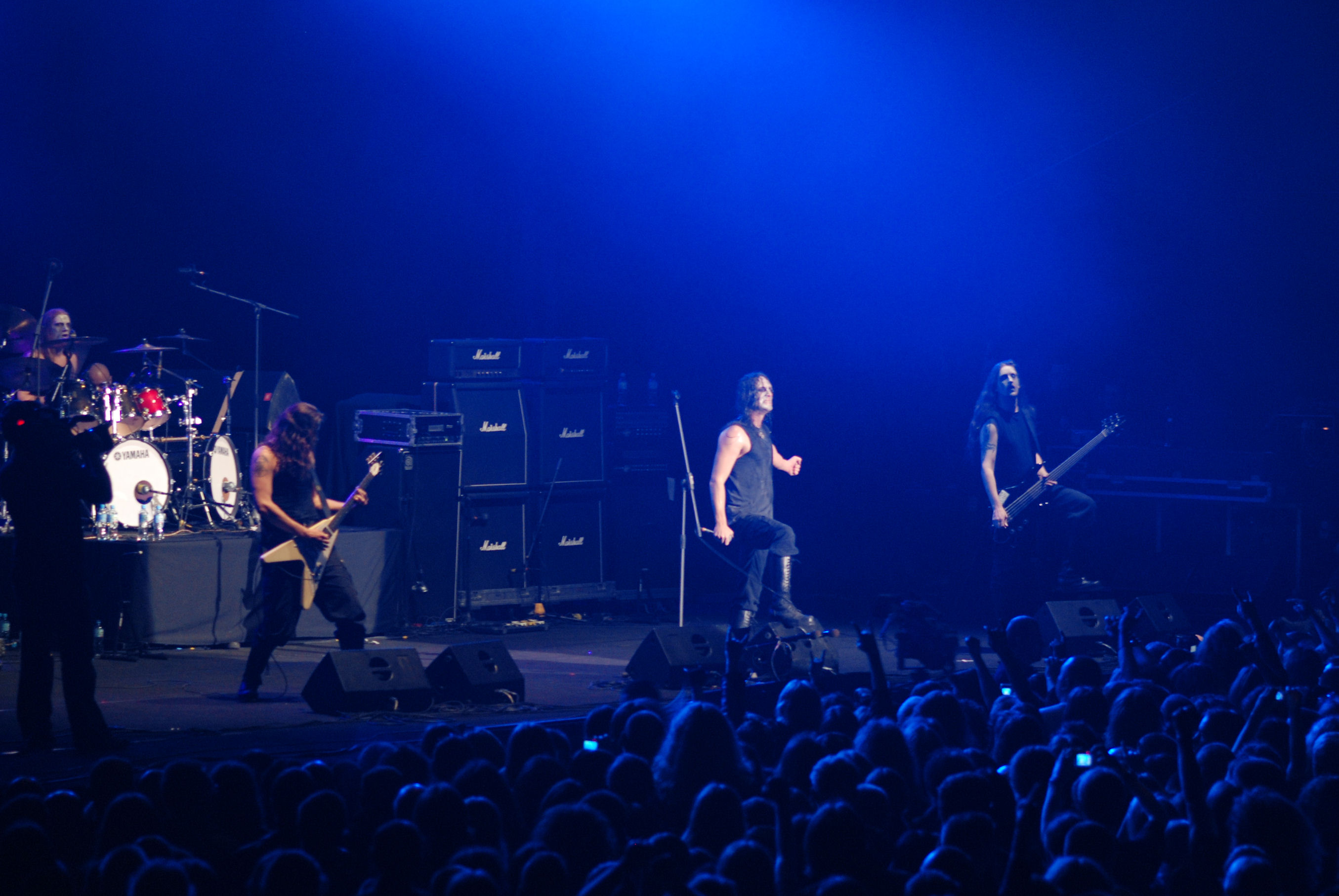
I Marduk al Metalmania 2008

### Il successo
Nel febbraio 1995, vista la crescente domanda, il gruppo si imbarca nel suo primo e personale tour per l'Europa, il “Winter War Tour", facendo addirittura alcune date in Messico. Di seguito, non contenti delle produzioni dei precedenti lavori, i Marduk scelgono gli "Abyss Studios" di Peter Tägtgren per le future produzioni.
Nel giugno 1996 esce il quarto album Heaven Shall Burn...When We Are Gathered. Il tour promozionale di questo disco sarà un grande successo, tanto che verranno registrate alcune performance che saranno poi utilizzate nel loro primo live album Germania (1997). I Marduk si estremizzarono ancor di più sia musicalmente che nella loro attitudine, diventando uno dei punti di riferimento per il genere tanto da esser affiancati per alcune date al leggendario gruppo black metal norvegese Mayhem.
Sul finire del 1997 iniziano le preparazioni per il tanto atteso nuovo lavoro intitolato Nightwing, un "concept album" che uscirà nell'aprile del 1998. Questo disco presenta classiche sfuriate black violentissime in puro stile Mayhem con i soliti testi a sfondo satanico, ma per la prima volta viene presentato un accenno di concept album. Infatti, gli ultimi cinque brani sono contraddistinti da un collegamento e narrano la vera storia di Vlad Ţepeş, oscuro signore dell'antica Valacchia che, noto per la sua crudeltà, diede vita alla leggenda del conte Dracula. Sono presenti brani più rallentati e ragionati con un forte incedere marziale e minaccioso, mentre i testi narrano la storia di questo personaggio fin nei minimi particolari. Questo album sarà il primo di una trilogia che, a detta della band, esprime la filosofia del vero black metal: sangue, guerra e morte. Nightwing è il sangue, il successivo Panzer Division Marduk la guerra e La Grande Danse Macabre la morte.
Nel gennaio 1999 i Marduk rientrano negli “Abyss Studios” per registrare l'album Panzer Division Marduk, un disco che secondo le intenzioni della band dovrebbe essere l'episodio più feroce della loro carriera, con canzoni molto brevi e senza rallentamenti, con testi riguardanti la Seconda guerra mondiale e il Nazismo. Questo disco, con una copertina che riconduce alla guerra, presenta brani introdotti da spezzoni presi da vecchi documentari con i bombardamenti della Luftwaffe, fuoco di artiglieria e colpi di fucile. In seguito la band parte per un tour mondiale che li vedrà impegnati per un anno. Sempre nel '99 avviene la separazione con la casa discografica Osmose ed il leader Morgan Håkansson fonda un'etichetta propria, la "Blooddawn Productions", che produrrà le future uscite della band. 
Per festeggiare i 10 anni di attività, esce nel 2000 il secondo live album Infernal Eternal, accolto dalla critica come uno dei migliori dischi dal vivo in ambito estremo di sempre. In seguito la band s'impegna per la realizzazione del nuovo materiale che andrà a concludere la trilogia iniziata con “Nightwing”: è il turno de “la morte”, La Grande Danse Macabre, settimo disco che esce nel marzo 2001. In questo lavoro le composizioni sono diverse dallo stile tradizionale e integralista del gruppo, mostrando così un lato diverso ai fans.

### I cambi di formazione e di sonorità

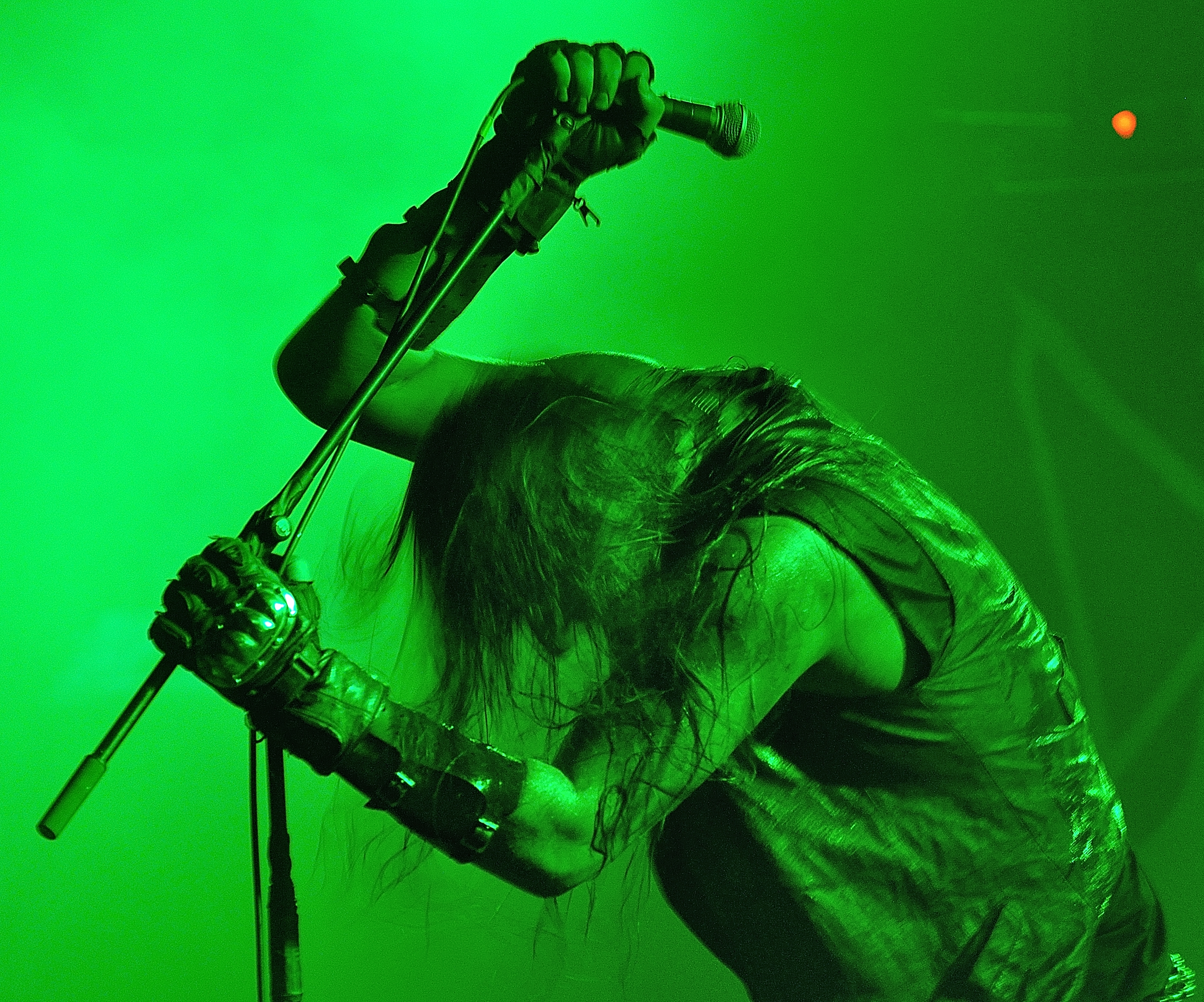
Daniel “Mortuus” Rostèn, 2015

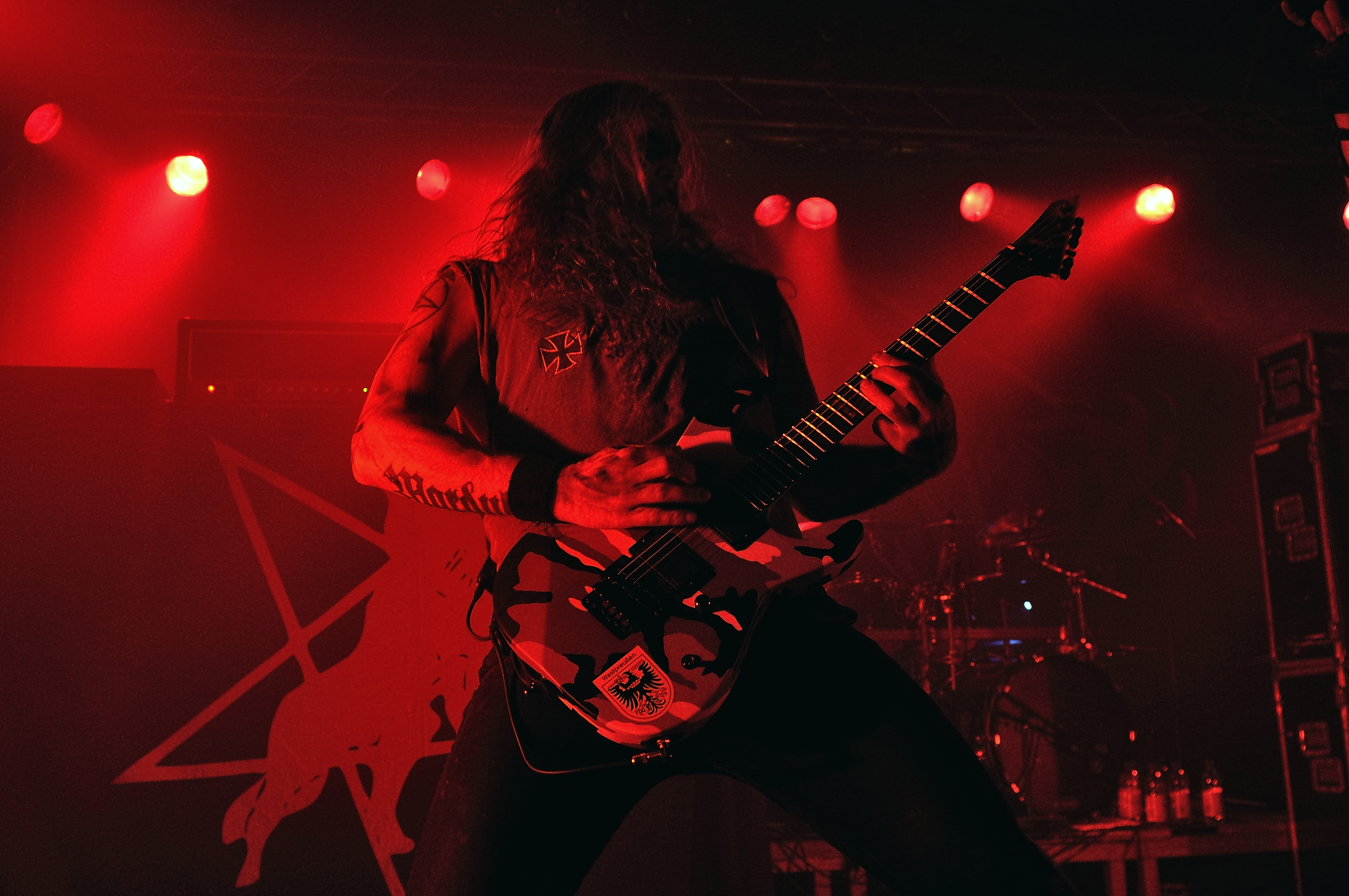
Morgan Steinmeyer Håkansson, 2015

Dopo il tour promozionale ed una serie di show insieme ai Deicide e ai Cannibal Corpse, i Marduk si buttarono sulla creazione di nuovi pezzi per il futuro album. Le cose però iniziarono a cambiare all'interno del gruppo, infatti nel 2002 perse il batterista Fredrik Andersson subito rimpiazzato da Emil Dragutinovic. Finito di registrare i nuovi pezzi con il nuovo batterista, i Marduk pubblicarono il nuovo album World Funeral nel febbraio del 2003 che confermarono la band tra le migliori nel genere black metal. Questo disco però fu l'ultimo con lo storico cantante "Legion" (Erik Hagstedt) che lasciò il gruppo dopo il tour nel dicembre 2003, causa la nascita della figlia. Anche in questo caso il nuovo rimpiazzo non si fece attendere molto e nel 2004 venne presentato "Mortuus", cantante proveniente dai Funeral Mist. La formazione della band però continuava a cambiare, lo storico bassista "B. War" lasciò il gruppo e Morgan quindi dovette richiamare Magnus “Devo” Andersson che già suonava la chitarra agli inizi dei Marduk. 
Con una nuova formazione il gruppo diede alle stampe nel novembre 2004 il loro nono album Plague Angel. Il disco, nonostante le perplessità dei fans e degli addetti ai lavori a causa dei cambiamenti all'interno del gruppo, fu ben accolto. Nel 2005, per festeggiare i 15 anni di carriera, la band produsse un altro live album intitolato "Warschau" registrato durante una data in Polonia nel tour di Plague Angel. L'uso della parola tedesca per Varsavia e la copertina con le rovine, richiamano la distruzione della città al termine della rivolta del generale Komorowski. Sul finire del 2006 il gruppo rientra in studio per la preparazione del decimo album che vedrà il nuovo batterista Lars Broddesson.
Nell'aprile del 2007 è la volta di Rom 5:12, decimo album che rappresenta una svolta per il sound dei Marduk che ha fatto "storcere il naso" a molti dei fan di vecchia data, mentre secondo altri questo è un cambiamento necessario in quanto i Marduk si erano da troppo tempo assestati sul loro sound tipico cadendo nella ripetitività. Nel 2009 con Wormwood, la band prosegue sul sentiero dell'innovazione proponendo all'interno del disco diverse tracce "midtempo" che costruiscono un'atmosfera minacciosa e oppressiva. Comunque nell'album sono presenti numerose canzoni che mantengono ancora quella velocità cupa e distruttiva, e nell'insieme si può giudicare quest'ultimo lavoro come uno degli album più riusciti nella lunga discografia dei Marduk assieme al precedente Rom 5:12. Nel novembre 2011 la band firma per la Century Media Records.
A partire dall'11 maggio 2012, il gruppo si imbarca in un tour mondiale in promozione del nuovo album Serpent Sermon pubblicato il 30 maggio 2012. Nel gennaio 2015 è la volta del tredicesimo album in studio Frontschwein che vede in formazione il nuovo batterista Fredrik Widigs. Il 26 aprile 2018 la band ha pubblicato Werwolf, un singolo estratto dall'album in uscita Viktoria, pubblicato il 22 giugno. Nel 2019 il bassista "Devo" annunciò la sua intenzione di uscire dalla band per concentrarsi sul lavoro di studio venendo sostituito da Joel Lindholm nel 2020.
Nel maggio 2023 la band annuncia l'allontanamento del bassista Joel Lindholm a causa del suo comportamento in occasione dello show tenuto dalla band il 14 maggio al locale londinese "Incineration Fest". Come visibile da una ripresa video il bassista, oltre ad essere ubriaco, ha anche fatto il saluto nazista alla fine di un brano;“A seguito di una serie di intollerabili buffonate che lo hanno visto protagonista da ubriaco sul palco all’Incineration Fest, Joel ha lasciato il suo posto nella band. Il nostro vecchio amico e bassista 'Devo' ha accettato di aiutarci temporaneamente”.
Nel settembre 2023 esce Memento Mori, il quindicesimo album del gruppo.

### Controversie
La fissazione della band per la Germania nazista ha causato molte polemiche nel corso degli anni, portando alla cancellazione di numerosi concerti e rendendo impossibile alla band esibirsi in alcune nazioni. Gran parte dei problemi nacquero a seguito di un'intervista del 1995 concessa a Nordic Vision Magazine, dove il chitarrista-leader Morgan Steinmeyer Håkansson dichiarò: "In Germania, dove riviste come Rock Hard e Metal Hammer hanno deciso che siamo un gruppo fascista e si rifiutano di pubblicare qualsiasi pubblicità dei Marduk. La ragione di questo è che in una rivista tedesca dissi che noi nei Marduk volevamo prevenire l'immigrazione in Svezia e che ero fiero circa il fatto che mio nonno era stato un ufficiale tedesco durante la seconda guerra mondiale e che agli immigrati – che avvelenano il nostro ambiente – non dovrebbe essere permesso di entrare in Svezia".
Nel settembre 2016 la band avrebbe dovuto fare un tour negli Stati Uniti con Carach Angren, Rotting Christ e Necronomicon, ma fu costretta a cancellare la propria presenza lasciando le altre tre band a proseguire da sole a causa di problemi nel rilascio del visto, posticipando il tour all'inizio del 2017. A fine febbraio un concerto a Oakland fu cancellato per ragioni di sicurezza dopo che un gruppo anti-fascista locale aveva minacciato la band e il suo staff.
Nell'aprile 2018 il cantante Mortuus e il batterista Fredrik Widigs furono accusati di aver acquistato materiale del Nordic Resistance Movement (NMR), un'organizzazione neonazista svedese. Gli oggetti includevano adesivi e volantini propagandistici che promuovevano l'NMR e i libri Our Way - The Nordic Party Movement Party Program e National Socialism - The Biological Worldview. I Marduk hanno negato le accuse sulla propria pagina Facebook dichiarando: "Nessun membro dei Marduk ha ordinato niente dal sito web in questione, o avuto mai alcun tipo di interazione con l'organizzazione ad esso connessa. Questo è tutto quello che abbiamo da dire in merito".
Nel maggio 2023 la band torna a far parlare di sé poiché il bassista Joel Lindholm venne licenziato dopo il saluto nazista fatto in occasione dello show del 14 maggio all’Incineration Fest londinese. In un’intervista rilasciata ad "Expressen", il leader della band Morgan Håkansson ha dichiarato: “Sono cose che ovviamente noi non accettiamo. Sul palco non vediamo quello che fanno gli altri. Lo abbiamo cacciato dopo aver visto il video. Non è gratificante fare il proprio lavoro e venire messo in imbarazzo dal comportamento di qualcuno”.

## Formazione

### Formazione attuale
- Morgan Steinmeyer Håkansson – chitarra (1990-presente)
- Daniel "Mortuus" Rostén – voce (2004-presente)
- Simon "Bloodhammer" Schilling – batteria (2018-presente)
- Magnus "Devo" Andersson – chitarra (1992-1994), basso (2004-2019, 2023-presente)

### Ex componenti
- Rikard Kalm – basso (1990-1992)
- Andreas "Dread" Axelsson – voce (1990-1993)
- Joakim "Af Gravf" Göthberg – voce e batteria (1990-1995)
- Kim Osara – chitarra (1995-1996)
- Fredrik Andersson – batteria (1993-2002)
- Erik "Legion" Hagstedt – voce (1995-2003)
- Bogge "B. War" Svensson – basso (1992-2004)
- Emil Dragutinovic – batteria (2002-2006)
- Lars Broddesson – batteria (2007-2013)
- Fredrik Widigs - batteria (2013-2017)
- Joel Lindholm – basso (2020-2023)

## Discografia

### Album in studio
- 1992 – Dark Endless
- 1993 – Those of the Unlight
- 1994 – Opus Nocturne
- 1996 – Heaven Shall Burn... When We Are Gathered
- 1998 – Nightwing
- 1999 – Panzer Division Marduk
- 2001 – La Grande Danse Macabre
- 2003 – World Funeral
- 2004 – Plague Angel
- 2007 – Rom 5:12
- 2009 – Wormwood
- 2012 – Serpent Sermon
- 2015 – Frontschwein
- 2018 – Viktoria
- 2023 – Memento Mori

### Album dal vivo
- 1997 – Germania
- 2000 – Infernal Eternal
- 2005 – Warschau

### Raccolte
- 2002 – Blackcrowned

### EP
- 1995 – Fuck Me Jesus
- 1996 – Glorification
- 1997 – Here's No Peace
- 2000 – Obedience
- 2004 – Deathmarch
- 2011 – Iron Dawn

### Singoli
- 2002 – Slay the Nazarene
- 2003 – Hearse

### Demo
- 1991 – Fuck Me Jesus

## Videografia

### DVD
- 2004 – Funeral Marches and Warsongs
- 2005 – Blackcrowned
- 2006 – Blood Puke Salvation

## Tournée
- 1994 – Sons of Northern Darkness Tour 1994 - 17 date (Europa)
- 1995 – Winter War Tour 1995 - 20 date (Europa)
- 1996 – Heaven Shall Burn Tour 1996 - 24 date (Europa)
- 1997 – Legion Tour 1997 - 11 date (Europa)
- 1998 – No Mercy Festival part II 1998 - 11 date (Europa)
- 1998 – Black Metal Assault Tour 1998 - 18 date (Europa)
- 1999 – World Panzer Battle Tour 1999 - 53 date (Europa e Giappone)
- 2000 – Fistfucking God's Planet Tour 2000 - 11 date (Europa)
- 2000 – Season of the Undead Tour Mexico 2000 - 6 date (Messico)
- 2000 – Summer Festivals 2000 - 6 date (Europa)
- 2001 – Danse Macabre European Tour 2001 - 31 date (Europa)
- 2001 – North American Tour 2001 - 24 date (Nord America)
- 2001 – Pompa Funebris Tour 2001 - 20 date (Europa)
- 2002 – I Luciferi Tour 2002 - 9 date (Europa)
- 2002 – Bloodletting Europe Tour 2002 - 15 date (Europa)
- 2003 – World Funeral Tour 2003 - 45 date (Europa, Sud America)
- 2004/2005 – Deathmarch 2004/2005 - 50 date (Europa, Turchia e Sud America)
- 2006 – Imago Mortis 2006 - 31 date (Europa)
- 2010 – Unholy Titans Tour 2010 (con Deicide e Vader) - 11 date (Europa)
- 2013 – Panzer Division Marduk 2013 (con Grave, Valkyrja e Death Wolf) (Europa)